# Tredegar Fort
Tredegar Fort är ett slott i Storbritannien.   Det ligger i kommunen Newport och riksdelen Wales, i den södra delen av landet, 200 km väster om huvudstaden London. Tredegar Fort ligger 86 meter över havet.
Terrängen runt Tredegar Fort är platt åt sydost, men åt nordväst är den kuperad.Runt Tredegar Fort är det tätbefolkat, med 636 invånare per kvadratkilometer. Närmaste större samhälle är Newport, 2,3 km nordost om Tredegar Fort. Runt Tredegar Fort är det i huvudsak tätbebyggt.